# Ay (Marne)
Ay és un municipi francès, situat al departament del Marne i a la regió del Gran Est. L'any 2007 tenia 4.175 habitants.

## Demografia

### Població
El 2007 la població de fet d'Ay era de 4.175 persones. Hi havia 1.744 famílies, de les quals 584 eren unipersonals (240 homes vivint sols i 344 dones vivint soles), 556 parelles sense fills, 440 parelles amb fills i 164 famílies monoparentals amb fills.
La població ha evolucionat segons el següent gràfic:
Habitants censats

### Habitatges
El 2007 hi havia 1.921 habitatges, 1.799 eren l'habitatge principal de la família, 9 eren segones residències i 113 estaven desocupats. 1.110 eren cases i 802 eren apartaments. Dels 1.799 habitatges principals, 950 estaven ocupats pels seus propietaris, 799 estaven llogats i ocupats pels llogaters i 50 estaven cedits a títol gratuït; 35 tenien una cambra, 209 en tenien dues, 389 en tenien tres, 452 en tenien quatre i 714 en tenien cinc o més. 985 habitatges disposaven pel capbaix d'una plaça de pàrquing. A 892 habitatges hi havia un automòbil i a 600 n'hi havia dos o més.

### Piràmide de població
La piràmide de població per edats i sexe el 2009 era:
| Homes | Edats   | Dones |
| ----- | ------- | ----- |
| 0     | 95 o +  | 24    |
| 28    | 90 a 94 | 64    |
| 28    | 85 a 89 | 116   |
| 24    | 80 a 84 | 64    |
| 56    | 75 a 79 | 76    |
| 100   | 70 a 74 | 120   |
| 104   | 65 a 69 | 140   |
| 88    | 60 a 64 | 144   |
| 124   | 55 a 59 | 64    |
| 116   | 50 a 54 | 156   |
| 156   | 45 a 49 | 108   |
| 112   | 40 a 44 | 136   |
| 176   | 35 a 39 | 136   |
| 184   | 30 a 34 | 160   |
| 172   | 25 a 29 | 184   |
| 116   | 20 a 24 | 120   |
| 128   | 15 a 19 | 100   |
| 124   | 10 a 14 | 100   |
| 116   | 5 a 9   | 132   |
| 80    | 0 a 4   | 136   |

## Economia
El 2007 la població en edat de treballar era de 2.596 persones, 1.918 eren actives i 678 eren inactives. De les 1.918 persones actives 1.748 estaven ocupades (901 homes i 847 dones) i 170 estaven aturades (77 homes i 93 dones). De les 678 persones inactives 300 estaven jubilades, 169 estaven estudiant i 209 estaven classificades com a «altres inactius».

### Ingressos
El 2009 a Ay hi havia 1.787 unitats fiscals que integraven 3.865,5 persones, la mediana anual d'ingressos fiscals per persona era de 18.935 €.

### Activitats econòmiques
Dels 206 establiments que hi havia el 2007, 3 eren d'empreses extractives, 22 d'empreses alimentàries, 11 d'empreses de fabricació d'altres productes industrials, 18 d'empreses de construcció, 41 d'empreses de comerç i reparació d'automòbils, 11 d'empreses de transport, 15 d'empreses d'hostatgeria i restauració, 3 d'empreses d'informació i comunicació, 10 d'empreses financeres, 6 d'empreses immobiliàries, 16 d'empreses de serveis, 28 d'entitats de l'administració pública i 22 d'empreses classificades com a «altres activitats de serveis».
Dels 51 establiments de servei als particulars que hi havia el 2009, 1 era una oficina d'administració d'Hisenda pública, 1 gendarmeria, 1 oficina de correu, 5 oficines bancàries, 2 funeràries, 4 tallers de reparació d'automòbils i de material agrícola, 1 autoescola, 4 paletes, 2 guixaires pintors, 3 fusteries, 4 lampisteries, 2 electricistes, 2 empreses de construcció, 9 perruqueries, 1 veterinari, 5 restaurants, 2 agències immobiliàries i 2 salons de bellesa.
Dels 15 establiments comercials que hi havia el 2009, 1 era un hipermercat, 1 una gran superfície de material de bricolatge, 4 fleques, 2 carnisseries, 1 una peixateria, 1 una llibreria, 1 una botiga de roba, 1 una botiga de material de revestiment de parets i terra, 1 una perfumeria i 2 floristeries.
L'any 2000 a Ay hi havia 187 explotacions agrícoles que ocupaven un total de 918 hectàrees.

## Equipaments sanitaris i escolars
Els 2 equipaments sanitaris que hi havia el 2009 eren farmàcies.
El 2009 hi havia 2 escoles maternals i 2 escoles elementals. Ay disposava d'un col·legi d'educació secundària amb 531 alumnes.

## Poblacions més properes
El següent diagrama mostra les poblacions més properes.